# Fakieł Nowy Urengoj (piłka siatkowa kobiet)
Fakieł Nowy Urengoj, ros. Волейбольный Клуб "Факел" Новый Уренгой – kobiecy klub siatkarski z Rosji z siedzibą w Nowym Urengoju, powstały w 1992 roku.
W sezonie 1998/99 zespół zadebiutował w rosyjskiej żeńskiej Superlidze. W ciągu następnych lat zespół kilkakrotnie spadał do ligi "A" i awansował ponownie do Superligi. Największe sukcesy to 3. miejsce w sezonie 1998/99 oraz występy w Pucharze CEV w sezonie 1999/2000, gdzie doszedł do 1/4 finału.
W sezonie 2011/12 w klubie występowały m.in. Antonella Del Core i Simona Gioli.